# Aglaopus carycina
Aglaopus carycina är en fjärilsart som beskrevs av Turner 1915. Aglaopus carycina ingår i släktet Aglaopus och familjen Thyrididae. Inga underarter finns listade i Catalogue of Life.